# アンネフランク (小惑星)
アンネフランク (5535 Annefrank) は、小惑星帯にあり、アウグスタ族に属する小惑星である。1942年にドイツの天文学者カール・ラインムートによって発見された。名前は日記作家のアンネ・フランクに由来する。
2002年に、ヴィルト第2彗星に向かう途中の探査機スターダストがアンネフランクの近くを通過し、写真撮影を行った（最接近距離3,079 km）。その結果、アンネフランクの大きさは6.6 × 5.0 × 3.4 kmであり、それまでの予測にくらべ2倍ほど大きいことが分かった。また、この観測により算出されたアルベドは0.24となっている。